# Giuseppe Faraca
Giuseppe Faraca (Cosenza, 27 agosto 1959 – Cosenza, 4 maggio 2016) è stato un ciclista su strada italiano.
Professionista dal 1981 al 1986, fu miglior giovane al Giro d'Italia 1981.

## Carriera
Primo di sette fratelli, è figlio di Francesco Faraca, attivo nel ciclismo dilettantistico nei primi anni 1950. Giuseppe Faraca fu anch'egli dilettante, tra il 1976 e il 1980, riuscendo ad aggiudicarsi circa cento vittorie; nel 1980 vinse peraltro il Giro della Campania e stabilì il record nella scalata della Bologna-Raticosa, percorsa in 1.18'52", record che durerà fino al 2001. Passò professionista nel 1981 con la Hoonved-Bottecchia di Dino Zandegù, diventando così il secondo calabrese di sempre ad entrare nella massima categoria ciclistica dopo Giuseppe Canale, attivo tra i pro nel 1959.
Passista-scalatore, al primo anno si aggiudicò la vittoria della cronosquadre al Giro d'Italia, facendo sua inoltre la maglia bianca quale primo classificato nella graduatoria generale dei neo professionisti al Giro (fu undicesimo assoluto). Questo risultato gli permise di entrare nella rosa dei candidati ad un posto in Nazionale per i mondiali di Praga; tuttavia, appena un mese prima della prova iridata, Faraca fu protagonista di una rovinosa caduta durante il Giro dell'Appennino ed entrò in coma per una settimana. Perse i mondiali, successivamente il suo rendimento calò. Ciò nonostante continuò a correre nel professionismo fino al 1984 e, dopo un anno di inattività, nel 1986, poi si ritirò.
Lasciato il ciclismo si dedicò alla pittura (era diplomato al liceo artistico), ed aprì in contemporanea un negozio di biciclette a Cosenza.
Faraca è morto nel 2016 a soli 56 anni dopo una lunga malattia.

## Palmarès
- 1978 (Dilettanti)

Trofeo Adolfo Leoni
- 1980 (Dilettanti)

Bologna-Raticosa
Targa Crocifisso

### Altri successi
- 1981

1ª tappa, 2ª semitappa, Giro d'Italia (Lignano Sabbiadoro > Bibione, cronosquadre)
Classifica giovani Giro d'Italia

## Piazzamenti

### Grandi Giri
- Giro d'Italia

1981: 11º
1982: 79º
1986: 104º

### Classiche monumento
- Milano-Sanremo

1981: 43º
1984: 56º